# Victor Yan Souza Santos
Victor Yan Souza Santos (São Paulo, 9 de abril de 2001) é um futebolista brasileiro que atua como meio-campista. Atualmente, atua pelo Metalist, da Ucrânia.

## Carreira
Quando criança, jogou futsal no Corinthians e São Paulo. Foi revelado nas categorias de base do Santos, onde chegou em 2012 no sub-11, ganhou dois paulistas e uma Copa Nike e marcou 30 gols nos campeonatos estaduais de base. Assinou o primeiro contrato profissional em 2017, com multa rescisória de 50 milhões de euros.
Em 2018, começou a temporada treinando entre os profissionais, mas voltou ao sub-17, estreando posteriormente no dia 11 de março, pela fase de grupos do Campeonato Paulista, contra o São Bento. Dois dias depois, sofreu uma fratura no tornozelo e passou por cirurgia. Após três meses de recuperação, foi liberado pelos médicos para voltar a atuar pelo Santos.
Chegou a ser inscrito na Copa São Paulo de 2022, mas foi cortado de última hora. Em março de 2022, deixou o Santos e se transferiu para o Orlando City.
Em fevereiro de 2023, foi contratado pelo Cuiabá. Sem estrear, sendo relacionado para apenas três jogos na temporada, foi dispensado pelo clube após cinco meses.

### Seleção Brasileira
Pelas Seleções Brasileira de base, foi campeão Sul-Americano sub-15 e sub-17.